# Max Watson
Max Watson, född 3 februari 1996, är en svensk fotbollsspelare som spelar för IFK Norrköping.

## Klubbkarriär
Watsons moderklubb är Bankeryds SK. Som 14-åring gick han över till Jönköpings Södra IF. Inför säsongen 2014 flyttades han upp i A-laget. Den 20 maj 2015 debuterade Watson i Superettan i en 5–2-vinst över IF Brommapojkarna, där han blev inbytt i den 73:e minuten mot Joakim Karlsson. I juni 2015 förlängde Watson sitt kontrakt i klubben med 3,5 år.
Den 1 april 2016 lånades Watson ut till Norrby IF över säsongen 2016. I februari 2017 blev det klart att han lånades ut till Norrby även över säsongen 2017.
I november 2018 förlängde Watson sitt kontrakt i Jönköpings Södra med två år. I mars 2019 lånades han ut till Mjällby AIF på ett låneavtal över säsongen 2019. Den 17 december 2019 värvades Watson av Mjällby AIF, där han skrev på ett tvåårskontrakt. Efter säsongen 2021 lämnade han klubben.
Den 11 januari 2022 värvades Watson av slovenska NK Maribor, där han skrev på ett treårskontrakt.
I februari 2024 värvades Watson av IFK Norrköping, där han skrev på ett kontrakt fram över 2026 med option på ytterligare ett år.

## Landslagskarriär
Watson spelade tre landskamper för Sveriges U19-landslag under 2013.

## Meriter
- NK Maribor: PrvaLiga 2021/2022